# الولجة السفلية (التريعات)
الولجة السفلية هو دُوَّار يقع بجماعة مولاي عبد القادر، إقليم سيدي قاسم، جهة الرباط سلا القنيطرة في المملكة المغربية. ينتمي الدوّار لمشيخة التريعات التي تضم 18 دوار. يقدر عدد سكانه بـ 202 نسمة حسب الإحصاء الرسمي للسكان والسكنى لسنة 2004.

## روابط خارجية
- البوابة الوطنية للجماعات الترابية
- المندوبية السامية للتخطيط